# Tatra 111

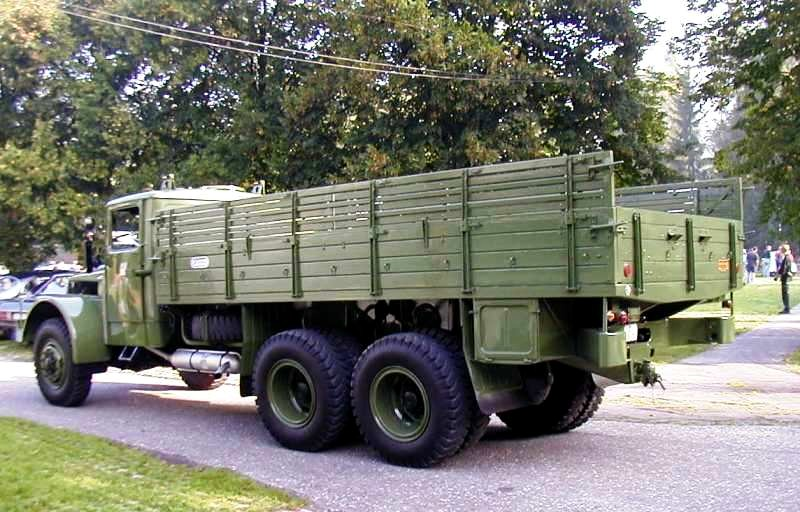
Tatra 111 met standaard vlakke laadvloer

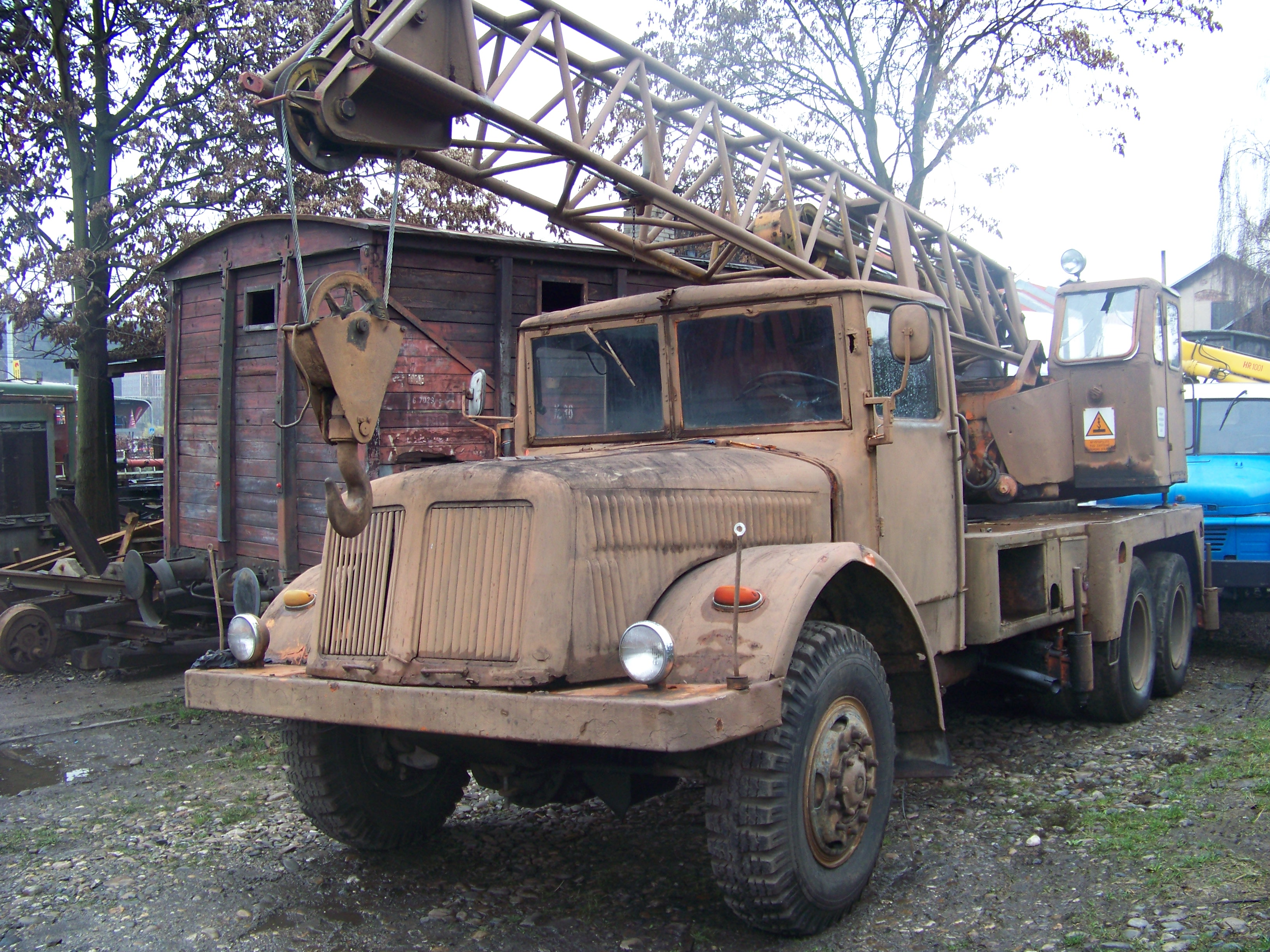
Tatra 111 met kraan

De Tatra 111, ook wel aangeduid als Tatra T111 of T111, was een zware vrachtwagen. Het werd in de periode 1942 tot en met 1962 gemaakt door Tatra in Tsjecho-Slowakije.

## Geschiedenis
De T111 werd tijdens de Tweede Wereldoorlog ontwikkeld en geproduceerd voor het Duitse leger. In 1942 kwam de vrachtwagen in productie en pas in 1962 kwam de opvolger, Tatra 138, op de markt. Ondanks zijn geschiedenis speelde de vrachtwagen een belangrijke rol bij de opbouw van de krijgsmacht gedurende de Koude Oorlog. In de 20 jaar zijn er ongeveer 34.000 exemplaren geproduceerd.

## Beschrijving
Het voertuig had een klassieke indeling met voorin de motor, gevolgd door de bestuurderscabine en het laadruim.
Het werd uitgerust met de Tatra V910 luchtgekoelde dieselmotor. De motor telde 12 cilinders in V-opstelling en had een cilinderinhoud van 14,8 liter. Het had aanvankelijk een vermogen van 210 pk bij 2250 toeren per minuut. Na de afloop van de oorlog werd het vermogen naar beneden bijgesteld tot 180 pk waardoor de levensduur van de motor aanzienlijk werd verlengd. De versnellingsbak telde vier versnellingen vooruit en een achteruit. Door toepassing van een extra reductiebak kunnen deze versnellingen in zowel een hoge- als lage gearing gebruikt worden en verdubbelde het aantal versnellingen. Alle zes wielen werden aangedreven. Veel voertuigen werden uitgerust met een lier met een capaciteit van 6 ton of 8 ton als er sprake was van de inzet als artillerietrekker. De brandstoftank had een inhoud van 135 liter dieselolie en gaf het voertuig een actieradius van ongeveer 400 kilometer.
Het laadvermogen werd vastgesteld op zo’n 8 tot 10 ton en een aanhangwagen met een maximum totaal gewicht van 22 ton kon worden meegetrokken.

## Versies
De standaardversie had een vlakke laadvloer die afgedekt kon worden met een canvas zeil. Verder kwamen versies in gebruik zoals een kipper, tankwagen en kraanwagen. In de vijftiger jaren verscheen er ook een 4x4-versie van dit voertuig die de aanduiding Tatra 128 meekreeg.